# 萊陽龍屬
萊陽龍（屬名：Laiyangosaurus）是一屬櫛龍亞科的鴨嘴龍科恐龍，來自白堊紀晚期的中國山東省萊陽盆地。
2010年對萊陽盆地金剛口地區的化石點進行重新挖掘，發現了許多化石，其中包含與青島龍有顯著差異的骨骼。
模式種兼唯一種楊氏萊陽龍（Laiyangosaurus youngi）由張等人於2017年9月正式發表，屬名取自發現地，種名紀念中國古脊椎動物學家先驅兼青島龍的命名者楊鍾健，該年剛好是他的120歲誕辰紀念。2017年4月的出版物曾提及這個名稱，但當時仍是個無資格名稱。
正模標本（編號IVPP V 23401）出土於金剛口組，年代為坎潘階（7300萬年前），包含部分頭骨含下頜，共有左上頜骨、右鱗狀骨、左齒骨保存下來。還有其他標本被歸入：IVPP V 23402和IVPP V2340都是年輕個體的頭骨含下頜；IVPP V 23404是成年體的左齒骨，大於正模標本；IVPP V 23405是一個年輕個體的上頜骨和顴骨，體型約是正模標本的一半。
萊陽龍是大型鴨嘴龍科，長8公尺。
被分類在鴨嘴龍科的櫛龍亞科，並屬於愛德蒙托龍族。大量标本（IVPP V23405.1、V23403.1、V23402.1、V23404、V23402.7）被归类于该属，但是它们显然属于小族贵龙族和赖氏龙族的鸭嘴龙类。
山东王氏群已发现了数量相当多的化石材料，包括昆虫、植物和其他脊椎动物的遗骸，包括恐龙和恐龙蛋。